# Liste der Endungen lateinischer Verben
Die folgende Tabelle lateinischer Verbendungen enthält alphabetisch sortiert sämtliche Endungen finiter lateinischer Verbformen.
Durch Änderung der Sortierfolge lassen sich praktisch beliebige Anordnungen erzielen. Bei Anwendung mehrerer Umsortierungen ist dabei vom speziellen zum Allgemeinen hin zu ordnen. Will man beispielsweise eine Anordnung, bei der die man die Endungen nach Konjugation - Aktiv/Passiv - Modus - Tempus - Numerus - Person sortiert sieht, so ist genau umgekehrt zu sortieren, also zunächst nach Person, dann nach Numerus usw.
| Endung               | Konj.       | Pers. | Numerus  | Modus      | Tempus          | Genus verbi | Bildung                       |
| -------------------- | ----------- | ----- | -------- | ---------- | --------------- | ----------- | ----------------------------- |
| -a                   | a-Konj.     |       | Singular | Imperativ  | Präsens         | Aktiv       | Infinitiv ohne -re            |
| -am                  | e-Konj.     | 1.    | Singular | Konjunktiv | Präsens         | Aktiv       | Präsensstamm + Endung         |
| -am                  | i-Konj.     | 1.    | Singular | Indikativ  | Futur I         | Aktiv       | Präsensstamm + Endung         |
| -am                  | i-Konj.     | 1.    | Singular | Konjunktiv | Präsens         | Aktiv       | Präsensstamm + Endung         |
| -am                  | kons. Konj. | 1.    | Singular | Indikativ  | Futur I         | Aktiv       | Präsensstamm + Endung         |
| -am                  | kons. Konj. | 1.    | Singular | Konjunktiv | Präsens         | Aktiv       | Präsensstamm + Endung         |
| -amini               | e-Konj.     | 2.    | Plural   | Konjunktiv | Präsens         | Passiv      | Präsensstamm + Endung         |
| -amini               | i-Konj.     | 2.    | Plural   | Konjunktiv | Präsens         | Passiv      | Präsensstamm + Endung         |
| -amini               | kons. Konj. | 2.    | Plural   | Konjunktiv | Präsens         | Passiv      | Präsensstamm + Endung         |
| -amur                | e-Konj.     | 1.    | Plural   | Konjunktiv | Präsens         | Passiv      | Präsensstamm + Endung         |
| -amur                | i-Konj.     | 1.    | Plural   | Konjunktiv | Präsens         | Passiv      | Präsensstamm + Endung         |
| -amur                | kons. Konj. | 1.    | Plural   | Konjunktiv | Präsens         | Passiv      | Präsensstamm + Endung         |
| -amus                | e-Konj.     | 1.    | Plural   | Konjunktiv | Präsens         | Aktiv       | Präsensstamm + Endung         |
| -amus                | i-Konj.     | 1.    | Plural   | Konjunktiv | Präsens         | Aktiv       | Präsensstamm + Endung         |
| -amus                | kons. Konj. | 1.    | Plural   | Konjunktiv | Präsens         | Aktiv       | Präsensstamm + Endung         |
| -ant                 | e-Konj.     | 3.    | Plural   | Konjunktiv | Präsens         | Aktiv       | Präsensstamm + Endung         |
| -ant                 | i-Konj.     | 3.    | Plural   | Konjunktiv | Präsens         | Aktiv       | Präsensstamm + Endung         |
| -ant                 | kons. Konj. | 3.    | Plural   | Konjunktiv | Präsens         | Aktiv       | Präsensstamm + Endung         |
| -antur               | e-Konj.     | 3.    | Plural   | Konjunktiv | Präsens         | Passiv      | Präsensstamm + Endung         |
| -antur               | i-Konj.     | 3.    | Plural   | Konjunktiv | Präsens         | Passiv      | Präsensstamm + Endung         |
| -antur               | kons. Konj. | 3.    | Plural   | Konjunktiv | Präsens         | Passiv      | Präsensstamm + Endung         |
| -ar                  | e-Konj.     | 1.    | Singular | Konjunktiv | Präsens         | Passiv      | Präsensstamm + Endung         |
| -ar                  | i-Konj.     | 1.    | Singular | Indikativ  | Futur I         | Passiv      | Präsensstamm + Endung         |
| -ar                  | i-Konj.     | 1.    | Singular | Konjunktiv | Präsens         | Passiv      | Präsensstamm + Endung         |
| -ar                  | kons. Konj. | 1.    | Singular | Indikativ  | Futur I         | Passiv      | Präsensstamm + Endung         |
| -ar                  | kons. Konj. | 1.    | Singular | Konjunktiv | Präsens         | Passiv      | Präsensstamm + Endung         |
| -aris                | e-Konj.     | 2.    | Singular | Konjunktiv | Präsens         | Passiv      | Präsensstamm + Endung         |
| -aris                | i-Konj.     | 2.    | Singular | Konjunktiv | Präsens         | Passiv      | Präsensstamm + Endung         |
| -aris                | kons. Konj. | 2.    | Singular | Konjunktiv | Präsens         | Passiv      | Präsensstamm + Endung         |
| -as                  | e-Konj.     | 2.    | Singular | Konjunktiv | Präsens         | Aktiv       | Präsensstamm + Endung         |
| -as                  | i-Konj.     | 2.    | Singular | Konjunktiv | Präsens         | Aktiv       | Präsensstamm + Endung         |
| -as                  | kons. Konj. | 2.    | Singular | Konjunktiv | Präsens         | Aktiv       | Präsensstamm + Endung         |
| -at                  | e-Konj.     | 3.    | Singular | Konjunktiv | Präsens         | Aktiv       | Präsensstamm + Endung         |
| -at                  | i-Konj.     | 3.    | Singular | Konjunktiv | Präsens         | Aktiv       | Präsensstamm + Endung         |
| -at                  | kons. Konj. | 3.    | Singular | Konjunktiv | Präsens         | Aktiv       | Präsensstamm + Endung         |
| -ate                 | a-Konj.     |       | Plural   | Imperativ  | Präsens         | Aktiv       | 3. Person Singular Präsens +e |
| -atis                | e-Konj.     | 2.    | Plural   | Konjunktiv | Präsens         | Aktiv       | Präsensstamm + Endung         |
| -atis                | i-Konj.     | 2.    | Plural   | Konjunktiv | Präsens         | Aktiv       | Präsensstamm + Endung         |
| -atis                | kons. Konj. | 2.    | Plural   | Konjunktiv | Präsens         | Aktiv       | Präsensstamm + Endung         |
| -atur                | e-Konj.     | 3.    | Singular | Konjunktiv | Präsens         | Passiv      | Präsensstamm + Endung         |
| -atur                | i-Konj.     | 3.    | Singular | Konjunktiv | Präsens         | Passiv      | Präsensstamm + Endung         |
| -atur                | kons. Konj. | 3.    | Singular | Konjunktiv | Präsens         | Passiv      | Präsensstamm + Endung         |
| -bam                 | a-Konj.     | 1.    | Singular | Indikativ  | Imperfekt       | Aktiv       | Präsensstamm + ba + Endung    |
| -bam                 | e-Konj.     | 1.    | Singular | Indikativ  | Imperfekt       | Aktiv       | Präsensstamm + ba + Endung    |
| -bamini              | a-Konj.     | 2.    | Plural   | Indikativ  | Imperfekt       | Passiv      | Präsensstamm + ba + Endung    |
| -bamini              | e-Konj.     | 2.    | Plural   | Indikativ  | Imperfekt       | Passiv      | Präsensstamm + ba + Endung    |
| -bamur               | a-Konj.     | 1.    | Plural   | Indikativ  | Imperfekt       | Passiv      | Präsensstamm + ba + Endung    |
| -bamur               | e-Konj.     | 1.    | Plural   | Indikativ  | Imperfekt       | Passiv      | Präsensstamm + ba + Endung    |
| -bamus               | a-Konj.     | 1.    | Plural   | Indikativ  | Imperfekt       | Aktiv       | Präsensstamm + ba + Endung    |
| -bamus               | e-Konj.     | 1.    | Plural   | Indikativ  | Imperfekt       | Aktiv       | Präsensstamm + ba + Endung    |
| -bant                | a-Konj.     | 3.    | Plural   | Indikativ  | Imperfekt       | Aktiv       | Präsensstamm + ba + Endung    |
| -bant                | e-Konj.     | 3.    | Plural   | Indikativ  | Imperfekt       | Aktiv       | Präsensstamm + ba + Endung    |
| -bantur              | a-Konj.     | 3.    | Plural   | Indikativ  | Imperfekt       | Passiv      | Präsensstamm + ba + Endung    |
| -bantur              | e-Konj.     | 3.    | Plural   | Indikativ  | Imperfekt       | Passiv      | Präsensstamm + ba + Endung    |
| -bar                 | a-Konj.     | 1.    | Singular | Indikativ  | Imperfekt       | Passiv      | Präsensstamm + ba + Endung    |
| -bar                 | e-Konj.     | 1.    | Singular | Indikativ  | Imperfekt       | Passiv      | Präsensstamm + ba + Endung    |
| -baris               | a-Konj.     | 2.    | Singular | Indikativ  | Imperfekt       | Passiv      | Präsensstamm + ba + Endung    |
| -baris               | e-Konj.     | 2.    | Singular | Indikativ  | Imperfekt       | Passiv      | Präsensstamm + ba + Endung    |
| -bas                 | a-Konj.     | 2.    | Singular | Indikativ  | Imperfekt       | Aktiv       | Präsensstamm + ba + Endung    |
| -bas                 | e-Konj.     | 2.    | Singular | Indikativ  | Imperfekt       | Aktiv       | Präsensstamm + ba + Endung    |
| -bat                 | a-Konj.     | 3.    | Singular | Indikativ  | Imperfekt       | Aktiv       | Präsensstamm + ba + Endung    |
| -bat                 | e-Konj.     | 3.    | Singular | Indikativ  | Imperfekt       | Aktiv       | Präsensstamm + ba + Endung    |
| -batis               | a-Konj.     | 2.    | Plural   | Indikativ  | Imperfekt       | Aktiv       | Präsensstamm + ba + Endung    |
| -batis               | e-Konj.     | 2.    | Plural   | Indikativ  | Imperfekt       | Aktiv       | Präsensstamm + ba + Endung    |
| -batur               | a-Konj.     | 3.    | Singular | Indikativ  | Imperfekt       | Passiv      | Präsensstamm + ba + Endung    |
| -batur               | e-Konj.     | 3.    | Singular | Indikativ  | Imperfekt       | Passiv      | Präsensstamm + ba + Endung    |
| -beris               | a-Konj.     | 2.    | Singular | Indikativ  | Futur I         | Passiv      | Präsensstamm + Endung         |
| -beris               | e-Konj.     | 2.    | Singular | Indikativ  | Futur I         | Passiv      | Präsensstamm + Endung         |
| -bimini              | a-Konj.     | 2.    | Plural   | Indikativ  | Futur I         | Passiv      | Präsensstamm + Endung         |
| -bimini              | e-Konj.     | 2.    | Plural   | Indikativ  | Futur I         | Passiv      | Präsensstamm + Endung         |
| -bimur               | a-Konj.     | 1.    | Plural   | Indikativ  | Futur I         | Passiv      | Präsensstamm + Endung         |
| -bimur               | e-Konj.     | 1.    | Plural   | Indikativ  | Futur I         | Passiv      | Präsensstamm + Endung         |
| -bimus               | a-Konj.     | 1.    | Plural   | Indikativ  | Futur I         | Aktiv       | Präsensstamm + Endung         |
| -bimus               | e-Konj.     | 1.    | Plural   | Indikativ  | Futur I         | Aktiv       | Präsensstamm + Endung         |
| -bis                 | a-Konj.     | 2.    | Singular | Indikativ  | Futur I         | Aktiv       | Präsensstamm + Endung         |
| -bis                 | e-Konj.     | 2.    | Singular | Indikativ  | Futur I         | Aktiv       | Präsensstamm + Endung         |
| -bit                 | a-Konj.     | 3.    | Singular | Indikativ  | Futur I         | Aktiv       | Präsensstamm + Endung         |
| -bit                 | e-Konj.     | 3.    | Singular | Indikativ  | Futur I         | Aktiv       | Präsensstamm + Endung         |
| -bitis               | a-Konj.     | 2.    | Plural   | Indikativ  | Futur I         | Aktiv       | Präsensstamm + Endung         |
| -bitis               | e-Konj.     | 2.    | Plural   | Indikativ  | Futur I         | Aktiv       | Präsensstamm + Endung         |
| -bitur               | a-Konj.     | 3.    | Singular | Indikativ  | Futur I         | Passiv      | Präsensstamm + Endung         |
| -bitur               | e-Konj.     | 3.    | Singular | Indikativ  | Futur I         | Passiv      | Präsensstamm + Endung         |
| -bo                  | a-Konj.     | 1.    | Singular | Indikativ  | Futur I         | Aktiv       | Präsensstamm + Endung         |
| -bo                  | e-Konj.     | 1.    | Singular | Indikativ  | Futur I         | Aktiv       | Präsensstamm + Endung         |
| -bor                 | a-Konj.     | 1.    | Singular | Indikativ  | Futur I         | Passiv      | Präsensstamm + Endung         |
| -bor                 | e-Konj.     | 1.    | Singular | Indikativ  | Futur I         | Passiv      | Präsensstamm + Endung         |
| -bunt                | a-Konj.     | 3.    | Plural   | Indikativ  | Futur I         | Aktiv       | Präsensstamm + Endung         |
| -bunt                | e-Konj.     | 3.    | Plural   | Indikativ  | Futur I         | Aktiv       | Präsensstamm + Endung         |
| -buntur              | a-Konj.     | 3.    | Plural   | Indikativ  | Futur I         | Passiv      | Präsensstamm + Endung         |
| -buntur              | e-Konj.     | 3.    | Plural   | Indikativ  | Futur I         | Passiv      | Präsensstamm + Endung         |
| -e                   | e-Konj.     |       | Singular | Imperativ  | Präsens         | Aktiv       | Infinitiv ohne -re            |
| -e                   | kons. Konj. |       | Singular | Imperativ  | Präsens         | Aktiv       | Infinitiv ohne -re            |
| -e                   | gem Konj.   |       | Singular | Imperativ  | Präsens         | Aktiv       | Infinitiv ohne -re            |
| -ebam                | i-Konj.     | 1.    | Singular | Indikativ  | Imperfekt       | Aktiv       | Präsensstamm + ba + Endung    |
| -ebam                | kons. Konj. | 1.    | Singular | Indikativ  | Imperfekt       | Aktiv       | Präsensstamm + ba + Endung    |
| -ebamini             | i-Konj.     | 2.    | Plural   | Indikativ  | Imperfekt       | Passiv      | Präsensstamm + ba + Endung    |
| -ebamini             | kons. Konj. | 2.    | Plural   | Indikativ  | Imperfekt       | Passiv      | Präsensstamm + ba + Endung    |
| -ebamur              | i-Konj.     | 1.    | Plural   | Indikativ  | Imperfekt       | Passiv      | Präsensstamm + ba + Endung    |
| -ebamur              | kons. Konj. | 1.    | Plural   | Indikativ  | Imperfekt       | Passiv      | Präsensstamm + ba + Endung    |
| -ebamus              | i-Konj.     | 1.    | Plural   | Indikativ  | Imperfekt       | Aktiv       | Präsensstamm + ba + Endung    |
| -ebamus              | kons. Konj. | 1.    | Plural   | Indikativ  | Imperfekt       | Aktiv       | Präsensstamm + ba + Endung    |
| -ebant               | i-Konj.     | 3.    | Plural   | Indikativ  | Imperfekt       | Aktiv       | Präsensstamm + ba + Endung    |
| -ebant               | kons. Konj. | 3.    | Plural   | Indikativ  | Imperfekt       | Aktiv       | Präsensstamm + ba + Endung    |
| -ebantur             | i-Konj.     | 3.    | Plural   | Indikativ  | Imperfekt       | Passiv      | Präsensstamm + ba + Endung    |
| -ebantur             | kons. Konj. | 3.    | Plural   | Indikativ  | Imperfekt       | Passiv      | Präsensstamm + ba + Endung    |
| -ebar                | i-Konj.     | 1.    | Singular | Indikativ  | Imperfekt       | Passiv      | Präsensstamm + ba + Endung    |
| -ebar                | kons. Konj. | 1.    | Singular | Indikativ  | Imperfekt       | Passiv      | Präsensstamm + ba + Endung    |
| -ebaris              | i-Konj.     | 2.    | Singular | Indikativ  | Imperfekt       | Passiv      | Präsensstamm + ba + Endung    |
| -ebaris              | kons. Konj. | 2.    | Singular | Indikativ  | Imperfekt       | Passiv      | Präsensstamm + ba + Endung    |
| -ebas                | i-Konj.     | 2.    | Singular | Indikativ  | Imperfekt       | Aktiv       | Präsensstamm + ba + Endung    |
| -ebas                | kons. Konj. | 2.    | Singular | Indikativ  | Imperfekt       | Aktiv       | Präsensstamm + ba + Endung    |
| -ebat                | i-Konj.     | 3.    | Singular | Indikativ  | Imperfekt       | Aktiv       | Präsensstamm + ba + Endung    |
| -ebat                | kons. Konj. | 3.    | Singular | Indikativ  | Imperfekt       | Aktiv       | Präsensstamm + ba + Endung    |
| -ebatis              | i-Konj.     | 2.    | Plural   | Indikativ  | Imperfekt       | Aktiv       | Präsensstamm + ba + Endung    |
| -ebatis              | kons. Konj. | 2.    | Plural   | Indikativ  | Imperfekt       | Aktiv       | Präsensstamm + ba + Endung    |
| -ebatur              | i-Konj.     | 3.    | Singular | Indikativ  | Imperfekt       | Passiv      | Präsensstamm + ba + Endung    |
| -ebatur              | kons. Konj. | 3.    | Singular | Indikativ  | Imperfekt       | Passiv      | Präsensstamm + ba + Endung    |
| -em (e ersetzt a)    | a-Konj.     | 1.    | Singular | Konjunktiv | Präsens         | Aktiv       | Präsensstamm + Endung         |
| -emini               | i-Konj.     | 2.    | Plural   | Indikativ  | Futur I         | Passiv      | Präsensstamm + Endung         |
| -emini               | kons. Konj. | 2.    | Plural   | Indikativ  | Futur I         | Passiv      | Präsensstamm + Endung         |
| -emini (e ersetzt a) | a-Konj.     | 2.    | Plural   | Konjunktiv | Präsens         | Passiv      | Präsensstamm + Endung         |
| -emur                | i-Konj.     | 1.    | Plural   | Indikativ  | Futur I         | Passiv      | Präsensstamm + Endung         |
| -emur                | kons. Konj. | 1.    | Plural   | Indikativ  | Futur I         | Passiv      | Präsensstamm + Endung         |
| -emur (e ersetzt a)  | a-Konj.     | 1.    | Plural   | Konjunktiv | Präsens         | Passiv      | Präsensstamm + Endung         |
| -emus                | i-Konj.     | 1.    | Plural   | Indikativ  | Futur I         | Aktiv       | Präsensstamm + Endung         |
| -emus                | kons. Konj. | 1.    | Plural   | Indikativ  | Futur I         | Aktiv       | Präsensstamm + Endung         |
| -emus (e ersetzt a)  | a-Konj.     | 1.    | Plural   | Konjunktiv | Präsens         | Aktiv       | Präsensstamm + Endung         |
| -ent                 | i-Konj.     | 3.    | Plural   | Indikativ  | Futur I         | Aktiv       | Präsensstamm + Endung         |
| -ent                 | kons. Konj. | 3.    | Plural   | Indikativ  | Futur I         | Aktiv       | Präsensstamm + Endung         |
| -ent (e ersetzt a)   | a-Konj.     | 3.    | Plural   | Konjunktiv | Präsens         | Aktiv       | Präsensstamm + Endung         |
| -entur               | i-Konj.     | 3.    | Plural   | Indikativ  | Futur I         | Passiv      | Präsensstamm + Endung         |
| -entur               | kons. Konj. | 3.    | Plural   | Indikativ  | Futur I         | Passiv      | Präsensstamm + Endung         |
| -entur (e ersetzt a) | a-Konj.     | 3.    | Plural   | Konjunktiv | Präsens         | Passiv      | Präsensstamm + Endung         |
| -er (e ersetzt a)    | a-Konj.     | 1.    | Singular | Konjunktiv | Präsens         | Passiv      | Präsensstamm + Endung         |
| -erim                | a-Konj.     | 1.    | Singular | Konjunktiv | Perfekt         | Aktiv       | Perfektstamm + Endung         |
| -erim                | e-Konj.     | 1.    | Singular | Konjunktiv | Perfekt         | Aktiv       | Perfektstamm + Endung         |
| -erim                | i-Konj.     | 1.    | Singular | Konjunktiv | Perfekt         | Aktiv       | Perfektstamm + Endung         |
| -erim                | kons. Konj. | 1.    | Singular | Konjunktiv | Perfekt         | Aktiv       | Perfektstamm + Endung         |
| -erim                | gem Konj.   | 1.    | Singular | Konjunktiv | Perfekt         | Aktiv       | Perfektstamm + Endung         |
| -erimus              | a-Konj.     | 1.    | Plural   | Indikativ  | Futur II        | Aktiv       | Perfektstamm + Endung         |
| -erimus              | a-Konj.     | 1.    | Plural   | Konjunktiv | Perfekt         | Aktiv       | Perfektstamm + Endung         |
| -erimus              | e-Konj.     | 1.    | Plural   | Indikativ  | Futur II        | Aktiv       | Perfektstamm + Endung         |
| -erimus              | e-Konj.     | 1.    | Plural   | Konjunktiv | Perfekt         | Aktiv       | Perfektstamm + Endung         |
| -erimus              | i-Konj.     | 1.    | Plural   | Indikativ  | Futur II        | Aktiv       | Perfektstamm + Endung         |
| -erimus              | i-Konj.     | 1.    | Plural   | Konjunktiv | Perfekt         | Aktiv       | Perfektstamm + Endung         |
| -erimus              | kons. Konj. | 1.    | Plural   | Indikativ  | Futur II        | Aktiv       | Perfektstamm + Endung         |
| -erimus              | kons. Konj. | 1.    | Plural   | Konjunktiv | Perfekt         | Aktiv       | Perfektstamm + Endung         |
| -erimus              | gem Konj.   | 1.    | Plural   | Indikativ  | Futur II        | Aktiv       | Perfektstamm + Endung         |
| -erimus              | gem Konj.   | 1.    | Plural   | Konjunktiv | Perfekt         | Aktiv       | Perfektstamm + Endung         |
| -erint               | a-Konj.     | 3.    | Plural   | Indikativ  | Futur II        | Aktiv       | Perfektstamm + Endung         |
| -erint               | a-Konj.     | 3.    | Plural   | Konjunktiv | Perfekt         | Aktiv       | Perfektstamm + Endung         |
| -erint               | e-Konj.     | 3.    | Plural   | Indikativ  | Futur II        | Aktiv       | Perfektstamm + Endung         |
| -erint               | e-Konj.     | 3.    | Plural   | Konjunktiv | Perfekt         | Aktiv       | Perfektstamm + Endung         |
| -erint               | i-Konj.     | 3.    | Plural   | Indikativ  | Futur II        | Aktiv       | Perfektstamm + Endung         |
| -erint               | i-Konj.     | 3.    | Plural   | Konjunktiv | Perfekt         | Aktiv       | Perfektstamm + Endung         |
| -erint               | kons. Konj. | 3.    | Plural   | Indikativ  | Futur II        | Aktiv       | Perfektstamm + Endung         |
| -erint               | kons. Konj. | 3.    | Plural   | Konjunktiv | Perfekt         | Aktiv       | Perfektstamm + Endung         |
| -erint               | gem Konj.   | 3.    | Plural   | Indikativ  | Futur II        | Aktiv       | Perfektstamm + Endung         |
| -erint               | gem Konj.   | 3.    | Plural   | Konjunktiv | Perfekt         | Aktiv       | Perfektstamm + Endung         |
| -eris                | a-Konj.     | 2.    | Singular | Indikativ  | Futur II        | Aktiv       | Perfektstamm + Endung         |
| -eris                | a-Konj.     | 2.    | Singular | Konjunktiv | Perfekt         | Aktiv       | Perfektstamm + Endung         |
| -eris                | e-Konj.     | 2.    | Singular | Indikativ  | Futur II        | Aktiv       | Perfektstamm + Endung         |
| -eris                | e-Konj.     | 2.    | Singular | Konjunktiv | Perfekt         | Aktiv       | Perfektstamm + Endung         |
| -eris                | i-Konj.     | 2.    | Singular | Indikativ  | Futur I         | Passiv      | Präsensstamm + Endung         |
| -eris                | i-Konj.     | 2.    | Singular | Indikativ  | Futur II        | Aktiv       | Perfektstamm + Endung         |
| -eris                | i-Konj.     | 2.    | Singular | Konjunktiv | Perfekt         | Aktiv       | Perfektstamm + Endung         |
| -eris                | kons. Konj. | 2.    | Singular | Indikativ  | Futur I         | Passiv      | Präsensstamm + Endung         |
| -eris                | kons. Konj. | 2.    | Singular | Indikativ  | Futur II        | Aktiv       | Perfektstamm + Endung         |
| -eris                | kons. Konj. | 2.    | Singular | Indikativ  | Präsens         | Passiv      | Präsensstamm + Endung         |
| -eris                | kons. Konj. | 2.    | Singular | Konjunktiv | Perfekt         | Aktiv       | Perfektstamm + Endung         |
| -eris (e ersetzt a)  | a-Konj.     | 2.    | Singular | Konjunktiv | Präsens         | Passiv      | Präsensstamm + Endung         |
| -eris                | gem Konj.   | 2.    | Singular | Indikativ  | Futur II        | Aktiv       | Perfektstamm + Endung         |
| -eris                | gem Konj.   | 2.    | Singular | Indikativ  | Präsens         | Passiv      | Präsensstamm + Endung         |
| -eris                | gem Konj.   | 2.    | Singular | Konjunktiv | Perfekt         | Aktiv       | Perfektstamm + Endung         |
| -erit                | a-Konj.     | 3.    | Singular | Indikativ  | Futur II        | Aktiv       | Perfektstamm + Endung         |
| -erit                | a-Konj.     | 3.    | Singular | Konjunktiv | Perfekt         | Aktiv       | Perfektstamm + Endung         |
| -erit                | e-Konj.     | 3.    | Singular | Indikativ  | Futur II        | Aktiv       | Perfektstamm + Endung         |
| -erit                | e-Konj.     | 3.    | Singular | Konjunktiv | Perfekt         | Aktiv       | Perfektstamm + Endung         |
| -erit                | i-Konj.     | 3.    | Singular | Indikativ  | Futur II        | Aktiv       | Perfektstamm + Endung         |
| -erit                | i-Konj.     | 3.    | Singular | Konjunktiv | Perfekt         | Aktiv       | Perfektstamm + Endung         |
| -erit                | kons. Konj. | 3.    | Singular | Indikativ  | Futur II        | Aktiv       | Perfektstamm + Endung         |
| -erit                | kons. Konj. | 3.    | Singular | Konjunktiv | Perfekt         | Aktiv       | Perfektstamm + Endung         |
| -erit                | gem Konj.   | 3.    | Singular | Indikativ  | Futur II        | Aktiv       | Perfektstamm + Endung         |
| -erit                | gem Konj.   | 3.    | Singular | Konjunktiv | Perfekt         | Aktiv       | Perfektstamm + Endung         |
| -eritis              | a-Konj.     | 2.    | Plural   | Indikativ  | Futur II        | Aktiv       | Perfektstamm + Endung         |
| -eritis              | a-Konj.     | 2.    | Plural   | Konjunktiv | Perfekt         | Aktiv       | Perfektstamm + Endung         |
| -eritis              | e-Konj.     | 2.    | Plural   | Indikativ  | Futur II        | Aktiv       | Perfektstamm + Endung         |
| -eritis              | e-Konj.     | 2.    | Plural   | Konjunktiv | Perfekt         | Aktiv       | Perfektstamm + Endung         |
| -eritis              | i-Konj.     | 2.    | Plural   | Indikativ  | Futur II        | Aktiv       | Perfektstamm + Endung         |
| -eritis              | i-Konj.     | 2.    | Plural   | Konjunktiv | Perfekt         | Aktiv       | Perfektstamm + Endung         |
| -eritis              | kons. Konj. | 2.    | Plural   | Indikativ  | Futur II        | Aktiv       | Perfektstamm + Endung         |
| -eritis              | kons. Konj. | 2.    | Plural   | Konjunktiv | Perfekt         | Aktiv       | Perfektstamm + Endung         |
| -eritis              | gem Konj.   | 2.    | Plural   | Indikativ  | Futur II        | Aktiv       | Perfektstamm + Endung         |
| -eritis              | gem Konj.   | 2.    | Plural   | Konjunktiv | Perfekt         | Aktiv       | Perfektstamm + Endung         |
| -ero                 | a-Konj.     | 1.    | Singular | Indikativ  | Futur II        | Aktiv       | Perfektstamm + Endung         |
| -ero                 | e-Konj.     | 1.    | Singular | Indikativ  | Futur II        | Aktiv       | Perfektstamm + Endung         |
| -ero                 | i-Konj.     | 1.    | Singular | Indikativ  | Futur II        | Aktiv       | Perfektstamm + Endung         |
| -ero                 | kons. Konj. | 1.    | Singular | Indikativ  | Futur II        | Aktiv       | Perfektstamm + Endung         |
| -ero                 | gem Konj.   | 1.    | Singular | Indikativ  | Futur II        | Aktiv       | Perfektstamm + Endung         |
| -erunt               | a-Konj.     | 3.    | Plural   | Indikativ  | Perfekt         | Aktiv       | Perfektstamm + Endung         |
| -erunt               | e-Konj.     | 3.    | Plural   | Indikativ  | Perfekt         | Aktiv       | Perfektstamm + Endung         |
| -erunt               | i-Konj.     | 3.    | Plural   | Indikativ  | Perfekt         | Aktiv       | Perfektstamm + Endung         |
| -erunt               | kons. Konj. | 3.    | Plural   | Indikativ  | Perfekt         | Aktiv       | Perfektstamm + Endung         |
| -erunt               | gem Konj.   | 3.    | Plural   | Indikativ  | Perfekt         | Aktiv       | Perfektstamm + Endung         |
| -es                  | i-Konj.     | 2.    | Singular | Indikativ  | Futur I         | Aktiv       | Präsensstamm + Endung         |
| -es                  | kons. Konj. | 2.    | Singular | Indikativ  | Futur I         | Aktiv       | Präsensstamm + Endung         |
| -es (e ersetzt a)    | a-Konj.     | 2.    | Singular | Konjunktiv | Präsens         | Aktiv       | Präsensstamm + Endung         |
| -et                  | i-Konj.     | 3.    | Singular | Indikativ  | Futur I         | Aktiv       | Präsensstamm + Endung         |
| -et                  | kons. Konj. | 3.    | Singular | Indikativ  | Futur I         | Aktiv       | Präsensstamm + Endung         |
| -et (e ersetzt a)    | a-Konj.     | 3.    | Singular | Konjunktiv | Präsens         | Aktiv       | Präsensstamm + Endung         |
| -ete                 | e-Konj.     |       | Plural   | Imperativ  | Präsens         | Aktiv       | 3. Person Singular Präsens +e |
| -etis                | i-Konj.     | 2.    | Plural   | Indikativ  | Futur I         | Aktiv       | Präsensstamm + Endung         |
| -etis                | kons. Konj. | 2.    | Plural   | Indikativ  | Futur I         | Aktiv       | Präsensstamm + Endung         |
| -etis (e ersetzt a)  | a-Konj.     | 2.    | Plural   | Konjunktiv | Präsens         | Aktiv       | Präsensstamm + Endung         |
| -etur                | i-Konj.     | 3.    | Singular | Indikativ  | Futur I         | Passiv      | Präsensstamm + Endung         |
| -etur                | kons. Konj. | 3.    | Singular | Indikativ  | Futur I         | Passiv      | Präsensstamm + Endung         |
| -etur (e ersetzt a)  | a-Konj.     | 3.    | Singular | Konjunktiv | Präsens         | Passiv      | Präsensstamm + Endung         |
| -i                   | a-Konj.     | 1.    | Singular | Indikativ  | Perfekt         | Aktiv       | Perfektstamm + Endung         |
| -i                   | e-Konj.     | 1.    | Singular | Indikativ  | Perfekt         | Aktiv       | Perfektstamm + Endung         |
| -i                   | i-Konj.     |       | Singular | Imperativ  | Präsens         | Aktiv       | Infinitiv ohne -re            |
| -i                   | i-Konj.     | 1.    | Singular | Indikativ  | Perfekt         | Aktiv       | Perfektstamm + Endung         |
| -i                   | kons. Konj. | 1.    | Singular | Indikativ  | Perfekt         | Aktiv       | Perfektstamm + Endung         |
| -i                   | gem Konj.   | 1.    | Singular | Indikativ  | Perfekt         | Aktiv       | Perfektstamm + Endung         |
| -iam                 | gem Konj.   | 1.    | Singular | Indikativ  | Futur I         | Aktiv       | Präsensstamm + Endung         |
| -iam                 | gem Konj.   | 1.    | Singular | Konjunktiv | Präsens         | Aktiv       | Präsensstamm + Endung         |
| -iamini              | gem Konj.   | 2.    | Plural   | Konjunktiv | Präsens         | Passiv      | Präsensstamm + Endung         |
| -iamur               | gem Konj.   | 1.    | Plural   | Konjunktiv | Präsens         | Passiv      | Präsensstamm + Endung         |
| -iamus               | gem Konj.   | 1.    | Plural   | Konjunktiv | Präsens         | Aktiv       | Präsensstamm + Endung         |
| -iant                | gem Konj.   | 3.    | Plural   | Konjunktiv | Präsens         | Aktiv       | Präsensstamm + Endung         |
| -iantur              | gem Konj.   | 3.    | Plural   | Konjunktiv | Präsens         | Passiv      | Präsensstamm + Endung         |
| -iar                 | gem Konj.   | 1.    | Singular | Indikativ  | Futur I         | Passiv      | Präsensstamm + Endung         |
| -iar                 | gem Konj.   | 1.    | Singular | Konjunktiv | Präsens         | Passiv      | Präsensstamm + Endung         |
| -iaris               | gem Konj.   | 2.    | Singular | Konjunktiv | Präsens         | Passiv      | Präsensstamm + Endung         |
| -ias                 | gem Konj.   | 2.    | Singular | Konjunktiv | Präsens         | Aktiv       | Präsensstamm + Endung         |
| -iat                 | gem Konj.   | 3.    | Singular | Konjunktiv | Präsens         | Aktiv       | Präsensstamm + Endung         |
| -iatis               | gem Konj.   | 2.    | Plural   | Konjunktiv | Präsens         | Aktiv       | Präsensstamm + Endung         |
| -iatur               | gem Konj.   | 3.    | Singular | Konjunktiv | Präsens         | Passiv      | Präsensstamm + Endung         |
| -iebam               | gem Konj.   | 1.    | Singular | Indikativ  | Imperfekt       | Aktiv       | Präsensstamm + ba + Endung    |
| -iebamini            | gem Konj.   | 2.    | Plural   | Indikativ  | Imperfekt       | Passiv      | Präsensstamm + ba + Endung    |
| -iebamur             | gem Konj.   | 1.    | Plural   | Indikativ  | Imperfekt       | Passiv      | Präsensstamm + ba + Endung    |
| -iebamus             | gem Konj.   | 1.    | Plural   | Indikativ  | Imperfekt       | Aktiv       | Präsensstamm + ba + Endung    |
| -iebant              | gem Konj.   | 3.    | Plural   | Indikativ  | Imperfekt       | Aktiv       | Präsensstamm + ba + Endung    |
| -iebantur            | gem Konj.   | 3.    | Plural   | Indikativ  | Imperfekt       | Passiv      | Präsensstamm + ba + Endung    |
| -iebar               | gem Konj.   | 1.    | Singular | Indikativ  | Imperfekt       | Passiv      | Präsensstamm + ba + Endung    |
| -iebaris             | gem Konj.   | 2.    | Singular | Indikativ  | Imperfekt       | Passiv      | Präsensstamm + ba + Endung    |
| -iebas               | gem Konj.   | 2.    | Singular | Indikativ  | Imperfekt       | Aktiv       | Präsensstamm + ba + Endung    |
| -iebat               | gem Konj.   | 3.    | Singular | Indikativ  | Imperfekt       | Aktiv       | Präsensstamm + ba + Endung    |
| -iebatis             | gem Konj.   | 2.    | Plural   | Indikativ  | Imperfekt       | Aktiv       | Präsensstamm + ba + Endung    |
| -iebatur             | gem Konj.   | 3.    | Singular | Indikativ  | Imperfekt       | Passiv      | Präsensstamm + ba + Endung    |
| -iemini              | gem Konj.   | 2.    | Plural   | Indikativ  | Futur I         | Passiv      | Präsensstamm + Endung         |
| -iemur               | gem Konj.   | 1.    | Plural   | Indikativ  | Futur I         | Passiv      | Präsensstamm + Endung         |
| -iemus               | gem Konj.   | 1.    | Plural   | Indikativ  | Futur I         | Aktiv       | Präsensstamm + Endung         |
| -ient                | gem Konj.   | 3.    | Plural   | Indikativ  | Futur I         | Aktiv       | Präsensstamm + Endung         |
| -ientur              | gem Konj.   | 3.    | Plural   | Indikativ  | Futur I         | Passiv      | Präsensstamm + Endung         |
| -ieris               | gem Konj.   | 2.    | Singular | Indikativ  | Futur I         | Passiv      | Präsensstamm + Endung         |
| -ies                 | gem Konj.   | 2.    | Singular | Indikativ  | Futur I         | Aktiv       | Präsensstamm + Endung         |
| -iet                 | gem Konj.   | 3.    | Singular | Indikativ  | Futur I         | Aktiv       | Präsensstamm + Endung         |
| -ietis               | gem Konj.   | 2.    | Plural   | Indikativ  | Futur I         | Aktiv       | Präsensstamm + Endung         |
| -ietur               | gem Konj.   | 3.    | Singular | Indikativ  | Futur I         | Passiv      | Präsensstamm + Endung         |
| -imini               | kons. Konj. | 2.    | Plural   | Indikativ  | Präsens         | Passiv      | Präsensstamm + Endung         |
| -imini               | gem Konj.   | 2.    | Plural   | Indikativ  | Präsens         | Passiv      | Präsensstamm + Endung         |
| -imur                | kons. Konj. | 1.    | Plural   | Indikativ  | Präsens         | Passiv      | Präsensstamm + Endung         |
| -imur                | gem Konj.   | 1.    | Plural   | Indikativ  | Präsens         | Passiv      | Präsensstamm + Endung         |
| -imus                | a-Konj.     | 1.    | Plural   | Indikativ  | Perfekt         | Aktiv       | Perfektstamm + Endung         |
| -imus                | e-Konj.     | 1.    | Plural   | Indikativ  | Perfekt         | Aktiv       | Perfektstamm + Endung         |
| -imus                | i-Konj.     | 1.    | Plural   | Indikativ  | Perfekt         | Aktiv       | Perfektstamm + Endung         |
| -imus                | kons. Konj. | 1.    | Plural   | Indikativ  | Perfekt         | Aktiv       | Perfektstamm + Endung         |
| -imus                | kons. Konj. | 1.    | Plural   | Indikativ  | Präsens         | Aktiv       | Präsensstamm + Endung         |
| -imus                | gem Konj.   | 1.    | Plural   | Indikativ  | Perfekt         | Aktiv       | Perfektstamm + Endung         |
| -imus                | gem Konj.   | 1.    | Plural   | Indikativ  | Präsens         | Aktiv       | Präsensstamm + Endung         |
| -io                  | gem Konj.   | 1.    | Singular | Indikativ  | Präsens         | Aktiv       | Präsensstamm + Endung         |
| -ior                 | gem Konj.   | 1.    | Singular | Indikativ  | Präsens         | Passiv      | Präsensstamm + Endung         |
| -is                  | kons. Konj. | 2.    | Singular | Indikativ  | Präsens         | Aktiv       | Präsensstamm + Endung         |
| -is                  | gem Konj.   | 2.    | Singular | Indikativ  | Präsens         | Aktiv       | Präsensstamm + Endung         |
| -isti                | a-Konj.     | 2.    | Singular | Indikativ  | Perfekt         | Aktiv       | Perfektstamm + Endung         |
| -isti                | e-Konj.     | 2.    | Singular | Indikativ  | Perfekt         | Aktiv       | Perfektstamm + Endung         |
| -isti                | i-Konj.     | 2.    | Singular | Indikativ  | Perfekt         | Aktiv       | Perfektstamm + Endung         |
| -isti                | kons. Konj. | 2.    | Singular | Indikativ  | Perfekt         | Aktiv       | Perfektstamm + Endung         |
| -isti                | gem Konj.   | 2.    | Singular | Indikativ  | Perfekt         | Aktiv       | Perfektstamm + Endung         |
| -istis               | a-Konj.     | 2.    | Plural   | Indikativ  | Perfekt         | Aktiv       | Perfektstamm + Endung         |
| -istis               | e-Konj.     | 2.    | Plural   | Indikativ  | Perfekt         | Aktiv       | Perfektstamm + Endung         |
| -istis               | i-Konj.     | 2.    | Plural   | Indikativ  | Perfekt         | Aktiv       | Perfektstamm + Endung         |
| -istis               | kons. Konj. | 2.    | Plural   | Indikativ  | Perfekt         | Aktiv       | Perfektstamm + Endung         |
| -istis               | gem Konj.   | 2.    | Plural   | Indikativ  | Perfekt         | Aktiv       | Perfektstamm + Endung         |
| -it                  | a-Konj.     | 3.    | Singular | Indikativ  | Perfekt         | Aktiv       | Perfektstamm + Endung         |
| -it                  | e-Konj.     | 3.    | Singular | Indikativ  | Perfekt         | Aktiv       | Perfektstamm + Endung         |
| -it                  | i-Konj.     | 3.    | Singular | Indikativ  | Perfekt         | Aktiv       | Perfektstamm + Endung         |
| -it                  | kons. Konj. | 3.    | Singular | Indikativ  | Perfekt         | Aktiv       | Perfektstamm + Endung         |
| -it                  | kons. Konj. | 3.    | Singular | Indikativ  | Präsens         | Aktiv       | Präsensstamm + Endung         |
| -it                  | gem Konj.   | 3.    | Singular | Indikativ  | Perfekt         | Aktiv       | Perfektstamm + Endung         |
| -it                  | gem Konj.   | 3.    | Singular | Indikativ  | Präsens         | Aktiv       | Präsensstamm + Endung         |
| -ite                 | i-Konj.     |       | Plural   | Imperativ  | Präsens         | Aktiv       | 3. Person Singular Präsens +e |
| -ite                 | kons. Konj. |       | Plural   | Imperativ  | Präsens         | Aktiv       | 3. Person Singular Präsens +e |
| -ite                 | gem Konj.   |       | Plural   | Imperativ  | Präsens         | Aktiv       | 3. Person Singular Präsens +e |
| -itis                | kons. Konj. | 2.    | Plural   | Indikativ  | Präsens         | Aktiv       | Präsensstamm + Endung         |
| -itis                | gem Konj.   | 2.    | Plural   | Indikativ  | Präsens         | Aktiv       | Präsensstamm + Endung         |
| -itur                | kons. Konj. | 3.    | Singular | Indikativ  | Präsens         | Passiv      | Präsensstamm + Endung         |
| -itur                | gem Konj.   | 3.    | Singular | Indikativ  | Präsens         | Passiv      | Präsensstamm + Endung         |
| -iunt                | gem Konj.   | 3.    | Plural   | Indikativ  | Präsens         | Aktiv       | Präsensstamm + Endung         |
| -iuntur              | gem Konj.   | 3.    | Plural   | Indikativ  | Präsens         | Passiv      | Präsensstamm + Endung         |
| -m                   | a-Konj.     | 1.    | Singular | Indikativ  | Plusquamperfekt | Aktiv       | Perfektstamm + era + Endung   |
| -m                   | a-Konj.     | 1.    | Singular | Konjunktiv | Imperfekt       | Aktiv       | Infinitiv Präsens + Endung    |
| -m                   | a-Konj.     | 1.    | Singular | Konjunktiv | Plusquamperfekt | Aktiv       | Infinitiv Perfekt + Endung    |
| -m                   | e-Konj.     | 1.    | Singular | Indikativ  | Plusquamperfekt | Aktiv       | Perfektstamm + era + Endung   |
| -m                   | e-Konj.     | 1.    | Singular | Konjunktiv | Imperfekt       | Aktiv       | Infinitiv Präsens + Endung    |
| -m                   | e-Konj.     | 1.    | Singular | Konjunktiv | Plusquamperfekt | Aktiv       | Infinitiv Perfekt + Endung    |
| -m                   | i-Konj.     | 1.    | Singular | Indikativ  | Plusquamperfekt | Aktiv       | Perfektstamm + era + Endung   |
| -m                   | i-Konj.     | 1.    | Singular | Konjunktiv | Imperfekt       | Aktiv       | Infinitiv Präsens + Endung    |
| -m                   | i-Konj.     | 1.    | Singular | Konjunktiv | Plusquamperfekt | Aktiv       | Infinitiv Perfekt + Endung    |
| -m                   | kons. Konj. | 1.    | Singular | Indikativ  | Plusquamperfekt | Aktiv       | Perfektstamm + era + Endung   |
| -m                   | kons. Konj. | 1.    | Singular | Konjunktiv | Imperfekt       | Aktiv       | Infinitiv Präsens + Endung    |
| -m                   | kons. Konj. | 1.    | Singular | Konjunktiv | Plusquamperfekt | Aktiv       | Infinitiv Perfekt + Endung    |
| -m                   | gem Konj.   | 1.    | Singular | Indikativ  | Plusquamperfekt | Aktiv       | Perfektstamm + era + Endung   |
| -m                   | gem Konj.   | 1.    | Singular | Konjunktiv | Imperfekt       | Aktiv       | Infinitiv Präsens + Endung    |
| -m                   | gem Konj.   | 1.    | Singular | Konjunktiv | Plusquamperfekt | Aktiv       | Infinitiv Perfekt + Endung    |
| -mini                | a-Konj.     | 2.    | Plural   | Indikativ  | Präsens         | Passiv      | Präsensstamm + Endung         |
| -mini                | a-Konj.     | 2.    | Plural   | Konjunktiv | Imperfekt       | Passiv      | Infinitiv Präsens + Endung    |
| -mini                | e-Konj.     | 2.    | Plural   | Indikativ  | Präsens         | Passiv      | Präsensstamm + Endung         |
| -mini                | e-Konj.     | 2.    | Plural   | Konjunktiv | Imperfekt       | Passiv      | Infinitiv Präsens + Endung    |
| -mini                | i-Konj.     | 2.    | Plural   | Indikativ  | Präsens         | Passiv      | Präsensstamm + Endung         |
| -mini                | i-Konj.     | 2.    | Plural   | Konjunktiv | Imperfekt       | Passiv      | Infinitiv Präsens + Endung    |
| -mini                | kons. Konj. | 2.    | Plural   | Konjunktiv | Imperfekt       | Passiv      | Infinitiv Präsens + Endung    |
| -mini                | gem Konj.   | 2.    | Plural   | Konjunktiv | Imperfekt       | Passiv      | Infinitiv Präsens + Endung    |
| -mur                 | a-Konj.     | 1.    | Plural   | Indikativ  | Präsens         | Passiv      | Präsensstamm + Endung         |
| -mur                 | a-Konj.     | 1.    | Plural   | Konjunktiv | Imperfekt       | Passiv      | Infinitiv Präsens + Endung    |
| -mur                 | e-Konj.     | 1.    | Plural   | Indikativ  | Präsens         | Passiv      | Präsensstamm + Endung         |
| -mur                 | e-Konj.     | 1.    | Plural   | Konjunktiv | Imperfekt       | Passiv      | Infinitiv Präsens + Endung    |
| -mur                 | i-Konj.     | 1.    | Plural   | Indikativ  | Präsens         | Passiv      | Präsensstamm + Endung         |
| -mur                 | i-Konj.     | 1.    | Plural   | Konjunktiv | Imperfekt       | Passiv      | Infinitiv Präsens + Endung    |
| -mur                 | kons. Konj. | 1.    | Plural   | Konjunktiv | Imperfekt       | Passiv      | Infinitiv Präsens + Endung    |
| -mur                 | gem Konj.   | 1.    | Plural   | Konjunktiv | Imperfekt       | Passiv      | Infinitiv Präsens + Endung    |
| -mus                 | a-Konj.     | 1.    | Plural   | Indikativ  | Plusquamperfekt | Aktiv       | Perfektstamm + era + Endung   |
| -mus                 | a-Konj.     | 1.    | Plural   | Indikativ  | Präsens         | Aktiv       | Präsensstamm + Endung         |
| -mus                 | a-Konj.     | 1.    | Plural   | Konjunktiv | Imperfekt       | Aktiv       | Infinitiv Präsens + Endung    |
| -mus                 | a-Konj.     | 1.    | Plural   | Konjunktiv | Plusquamperfekt | Aktiv       | Infinitiv Perfekt + Endung    |
| -mus                 | e-Konj.     | 1.    | Plural   | Indikativ  | Plusquamperfekt | Aktiv       | Perfektstamm + era + Endung   |
| -mus                 | e-Konj.     | 1.    | Plural   | Indikativ  | Präsens         | Aktiv       | Präsensstamm + Endung         |
| -mus                 | e-Konj.     | 1.    | Plural   | Konjunktiv | Imperfekt       | Aktiv       | Infinitiv Präsens + Endung    |
| -mus                 | e-Konj.     | 1.    | Plural   | Konjunktiv | Plusquamperfekt | Aktiv       | Infinitiv Perfekt + Endung    |
| -mus                 | i-Konj.     | 1.    | Plural   | Indikativ  | Plusquamperfekt | Aktiv       | Perfektstamm + era + Endung   |
| -mus                 | i-Konj.     | 1.    | Plural   | Indikativ  | Präsens         | Aktiv       | Präsensstamm + Endung         |
| -mus                 | i-Konj.     | 1.    | Plural   | Konjunktiv | Imperfekt       | Aktiv       | Infinitiv Präsens + Endung    |
| -mus                 | i-Konj.     | 1.    | Plural   | Konjunktiv | Plusquamperfekt | Aktiv       | Infinitiv Perfekt + Endung    |
| -mus                 | kons. Konj. | 1.    | Plural   | Indikativ  | Plusquamperfekt | Aktiv       | Perfektstamm + era + Endung   |
| -mus                 | kons. Konj. | 1.    | Plural   | Konjunktiv | Imperfekt       | Aktiv       | Infinitiv Präsens + Endung    |
| -mus                 | kons. Konj. | 1.    | Plural   | Konjunktiv | Plusquamperfekt | Aktiv       | Infinitiv Perfekt + Endung    |
| -mus                 | gem Konj.   | 1.    | Plural   | Indikativ  | Plusquamperfekt | Aktiv       | Perfektstamm + era + Endung   |
| -mus                 | gem Konj.   | 1.    | Plural   | Konjunktiv | Imperfekt       | Aktiv       | Infinitiv Präsens + Endung    |
| -mus                 | gem Konj.   | 1.    | Plural   | Konjunktiv | Plusquamperfekt | Aktiv       | Infinitiv Perfekt + Endung    |
| -nt                  | a-Konj.     | 3.    | Plural   | Indikativ  | Plusquamperfekt | Aktiv       | Perfektstamm + era + Endung   |
| -nt                  | a-Konj.     | 3.    | Plural   | Indikativ  | Präsens         | Aktiv       | Präsensstamm + Endung         |
| -nt                  | a-Konj.     | 3.    | Plural   | Konjunktiv | Imperfekt       | Aktiv       | Infinitiv Präsens + Endung    |
| -nt                  | a-Konj.     | 3.    | Plural   | Konjunktiv | Plusquamperfekt | Aktiv       | Infinitiv Perfekt + Endung    |
| -nt                  | e-Konj.     | 3.    | Plural   | Indikativ  | Plusquamperfekt | Aktiv       | Perfektstamm + era + Endung   |
| -nt                  | e-Konj.     | 3.    | Plural   | Indikativ  | Präsens         | Aktiv       | Präsensstamm + Endung         |
| -nt                  | e-Konj.     | 3.    | Plural   | Konjunktiv | Imperfekt       | Aktiv       | Infinitiv Präsens + Endung    |
| -nt                  | e-Konj.     | 3.    | Plural   | Konjunktiv | Plusquamperfekt | Aktiv       | Infinitiv Perfekt + Endung    |
| -nt                  | i-Konj.     | 3.    | Plural   | Indikativ  | Plusquamperfekt | Aktiv       | Perfektstamm + era + Endung   |
| -nt                  | i-Konj.     | 3.    | Plural   | Konjunktiv | Imperfekt       | Aktiv       | Infinitiv Präsens + Endung    |
| -nt                  | i-Konj.     | 3.    | Plural   | Konjunktiv | Plusquamperfekt | Aktiv       | Infinitiv Perfekt + Endung    |
| -nt                  | kons. Konj. | 3.    | Plural   | Indikativ  | Plusquamperfekt | Aktiv       | Perfektstamm + era + Endung   |
| -nt                  | kons. Konj. | 3.    | Plural   | Konjunktiv | Imperfekt       | Aktiv       | Infinitiv Präsens + Endung    |
| -nt                  | kons. Konj. | 3.    | Plural   | Konjunktiv | Plusquamperfekt | Aktiv       | Infinitiv Perfekt + Endung    |
| -nt                  | gem Konj.   | 3.    | Plural   | Indikativ  | Plusquamperfekt | Aktiv       | Perfektstamm + era + Endung   |
| -nt                  | gem Konj.   | 3.    | Plural   | Konjunktiv | Imperfekt       | Aktiv       | Infinitiv Präsens + Endung    |
| -nt                  | gem Konj.   | 3.    | Plural   | Konjunktiv | Plusquamperfekt | Aktiv       | Infinitiv Perfekt + Endung    |
| -ntur                | a-Konj.     | 3.    | Plural   | Indikativ  | Präsens         | Passiv      | Präsensstamm + Endung         |
| -ntur                | a-Konj.     | 3.    | Plural   | Konjunktiv | Imperfekt       | Passiv      | Infinitiv Präsens + Endung    |
| -ntur                | e-Konj.     | 3.    | Plural   | Indikativ  | Präsens         | Passiv      | Präsensstamm + Endung         |
| -ntur                | e-Konj.     | 3.    | Plural   | Konjunktiv | Imperfekt       | Passiv      | Infinitiv Präsens + Endung    |
| -ntur                | i-Konj.     | 3.    | Plural   | Indikativ  | Präsens         | Passiv      | Präsensstamm + Endung         |
| -ntur                | i-Konj.     | 3.    | Plural   | Konjunktiv | Imperfekt       | Passiv      | Infinitiv Präsens + Endung    |
| -ntur                | kons. Konj. | 3.    | Plural   | Konjunktiv | Imperfekt       | Passiv      | Infinitiv Präsens + Endung    |
| -ntur                | gem Konj.   | 3.    | Plural   | Konjunktiv | Imperfekt       | Passiv      | Infinitiv Präsens + Endung    |
| -o                   | e-Konj.     | 1.    | Singular | Indikativ  | Präsens         | Aktiv       | Präsensstamm + Endung         |
| -o                   | i-Konj.     | 1.    | Singular | Indikativ  | Präsens         | Aktiv       | Präsensstamm + Endung         |
| -o                   | kons. Konj. | 1.    | Singular | Indikativ  | Präsens         | Aktiv       | Präsensstamm + Endung         |
| -o (o ersetzt a)     | a-Konj.     | 1.    | Singular | Indikativ  | Präsens         | Aktiv       | Präsensstamm + Endung         |
| -or                  | e-Konj.     | 1.    | Singular | Indikativ  | Präsens         | Passiv      | Präsensstamm + Endung         |
| -or                  | i-Konj.     | 1.    | Singular | Indikativ  | Präsens         | Passiv      | Präsensstamm + Endung         |
| -or                  | kons. Konj. | 1.    | Singular | Indikativ  | Präsens         | Passiv      | Präsensstamm + Endung         |
| -or (or ersetzt a)   | a-Konj.     | 1.    | Singular | Indikativ  | Präsens         | Passiv      | Präsensstamm + Endung         |
| -r                   | a-Konj.     | 1.    | Singular | Konjunktiv | Imperfekt       | Passiv      | Infinitiv Präsens + Endung    |
| -r                   | e-Konj.     | 1.    | Singular | Konjunktiv | Imperfekt       | Passiv      | Infinitiv Präsens + Endung    |
| -r                   | i-Konj.     | 1.    | Singular | Konjunktiv | Imperfekt       | Passiv      | Infinitiv Präsens + Endung    |
| -r                   | kons. Konj. | 1.    | Singular | Konjunktiv | Imperfekt       | Passiv      | Infinitiv Präsens + Endung    |
| -r                   | gem Konj.   | 1.    | Singular | Konjunktiv | Imperfekt       | Passiv      | Infinitiv Präsens + Endung    |
| -ris                 | a-Konj.     | 2.    | Singular | Indikativ  | Präsens         | Passiv      | Präsensstamm + Endung         |
| -ris                 | a-Konj.     | 2.    | Singular | Konjunktiv | Imperfekt       | Passiv      | Infinitiv Präsens + Endung    |
| -ris                 | e-Konj.     | 2.    | Singular | Indikativ  | Präsens         | Passiv      | Präsensstamm + Endung         |
| -ris                 | e-Konj.     | 2.    | Singular | Konjunktiv | Imperfekt       | Passiv      | Infinitiv Präsens + Endung    |
| -ris                 | i-Konj.     | 2.    | Singular | Indikativ  | Präsens         | Passiv      | Präsensstamm + Endung         |
| -ris                 | i-Konj.     | 2.    | Singular | Konjunktiv | Imperfekt       | Passiv      | Infinitiv Präsens + Endung    |
| -ris                 | kons. Konj. | 2.    | Singular | Konjunktiv | Imperfekt       | Passiv      | Infinitiv Präsens + Endung    |
| -ris                 | gem Konj.   | 2.    | Singular | Konjunktiv | Imperfekt       | Passiv      | Infinitiv Präsens + Endung    |
| -s                   | a-Konj.     | 2.    | Singular | Indikativ  | Plusquamperfekt | Aktiv       | Perfektstamm + era + Endung   |
| -s                   | a-Konj.     | 2.    | Singular | Indikativ  | Präsens         | Aktiv       | Präsensstamm + Endung         |
| -s                   | a-Konj.     | 2.    | Singular | Konjunktiv | Imperfekt       | Aktiv       | Infinitiv Präsens + Endung    |
| -s                   | a-Konj.     | 2.    | Singular | Konjunktiv | Plusquamperfekt | Aktiv       | Infinitiv Perfekt + Endung    |
| -s                   | e-Konj.     | 2.    | Singular | Indikativ  | Plusquamperfekt | Aktiv       | Perfektstamm + era + Endung   |
| -s                   | e-Konj.     | 2.    | Singular | Indikativ  | Präsens         | Aktiv       | Präsensstamm + Endung         |
| -s                   | e-Konj.     | 2.    | Singular | Konjunktiv | Imperfekt       | Aktiv       | Infinitiv Präsens + Endung    |
| -s                   | e-Konj.     | 2.    | Singular | Konjunktiv | Plusquamperfekt | Aktiv       | Infinitiv Perfekt + Endung    |
| -s                   | i-Konj.     | 2.    | Singular | Indikativ  | Plusquamperfekt | Aktiv       | Perfektstamm + era + Endung   |
| -s                   | i-Konj.     | 2.    | Singular | Indikativ  | Präsens         | Aktiv       | Präsensstamm + Endung         |
| -s                   | i-Konj.     | 2.    | Singular | Konjunktiv | Imperfekt       | Aktiv       | Infinitiv Präsens + Endung    |
| -s                   | i-Konj.     | 2.    | Singular | Konjunktiv | Plusquamperfekt | Aktiv       | Infinitiv Perfekt + Endung    |
| -s                   | kons. Konj. | 2.    | Singular | Indikativ  | Plusquamperfekt | Aktiv       | Perfektstamm + era + Endung   |
| -s                   | kons. Konj. | 2.    | Singular | Konjunktiv | Imperfekt       | Aktiv       | Infinitiv Präsens + Endung    |
| -s                   | kons. Konj. | 2.    | Singular | Konjunktiv | Plusquamperfekt | Aktiv       | Infinitiv Perfekt + Endung    |
| -s                   | gem Konj.   | 2.    | Singular | Indikativ  | Plusquamperfekt | Aktiv       | Perfektstamm + era + Endung   |
| -s                   | gem Konj.   | 2.    | Singular | Konjunktiv | Imperfekt       | Aktiv       | Infinitiv Präsens + Endung    |
| -s                   | gem Konj.   | 2.    | Singular | Konjunktiv | Plusquamperfekt | Aktiv       | Infinitiv Perfekt + Endung    |
| -t                   | a-Konj.     | 3.    | Singular | Indikativ  | Plusquamperfekt | Aktiv       | Perfektstamm + era + Endung   |
| -t                   | a-Konj.     | 3.    | Singular | Indikativ  | Präsens         | Aktiv       | Präsensstamm + Endung         |
| -t                   | a-Konj.     | 3.    | Singular | Konjunktiv | Imperfekt       | Aktiv       | Infinitiv Präsens + Endung    |
| -t                   | a-Konj.     | 3.    | Singular | Konjunktiv | Plusquamperfekt | Aktiv       | Infinitiv Perfekt + Endung    |
| -t                   | e-Konj.     | 3.    | Singular | Indikativ  | Plusquamperfekt | Aktiv       | Perfektstamm + era + Endung   |
| -t                   | e-Konj.     | 3.    | Singular | Indikativ  | Präsens         | Aktiv       | Präsensstamm + Endung         |
| -t                   | e-Konj.     | 3.    | Singular | Konjunktiv | Imperfekt       | Aktiv       | Infinitiv Präsens + Endung    |
| -t                   | e-Konj.     | 3.    | Singular | Konjunktiv | Plusquamperfekt | Aktiv       | Infinitiv Perfekt + Endung    |
| -t                   | i-Konj.     | 3.    | Singular | Indikativ  | Plusquamperfekt | Aktiv       | Perfektstamm + era + Endung   |
| -t                   | i-Konj.     | 3.    | Singular | Indikativ  | Präsens         | Aktiv       | Präsensstamm + Endung         |
| -t                   | i-Konj.     | 3.    | Singular | Konjunktiv | Imperfekt       | Aktiv       | Infinitiv Präsens + Endung    |
| -t                   | i-Konj.     | 3.    | Singular | Konjunktiv | Plusquamperfekt | Aktiv       | Infinitiv Perfekt + Endung    |
| -t                   | kons. Konj. | 3.    | Singular | Indikativ  | Plusquamperfekt | Aktiv       | Perfektstamm + era + Endung   |
| -t                   | kons. Konj. | 3.    | Singular | Konjunktiv | Imperfekt       | Aktiv       | Infinitiv Präsens + Endung    |
| -t                   | kons. Konj. | 3.    | Singular | Konjunktiv | Plusquamperfekt | Aktiv       | Infinitiv Perfekt + Endung    |
| -t                   | gem Konj.   | 3.    | Singular | Indikativ  | Plusquamperfekt | Aktiv       | Perfektstamm + era + Endung   |
| -t                   | gem Konj.   | 3.    | Singular | Konjunktiv | Imperfekt       | Aktiv       | Infinitiv Präsens + Endung    |
| -t                   | gem Konj.   | 3.    | Singular | Konjunktiv | Plusquamperfekt | Aktiv       | Infinitiv Perfekt + Endung    |
| -tis                 | a-Konj.     | 2.    | Plural   | Indikativ  | Plusquamperfekt | Aktiv       | Perfektstamm + era + Endung   |
| -tis                 | a-Konj.     | 2.    | Plural   | Indikativ  | Präsens         | Aktiv       | Präsensstamm + Endung         |
| -tis                 | a-Konj.     | 2.    | Plural   | Konjunktiv | Imperfekt       | Aktiv       | Infinitiv Präsens + Endung    |
| -tis                 | a-Konj.     | 2.    | Plural   | Konjunktiv | Plusquamperfekt | Aktiv       | Infinitiv Perfekt + Endung    |
| -tis                 | e-Konj.     | 2.    | Plural   | Indikativ  | Plusquamperfekt | Aktiv       | Perfektstamm + era + Endung   |
| -tis                 | e-Konj.     | 2.    | Plural   | Indikativ  | Präsens         | Aktiv       | Präsensstamm + Endung         |
| -tis                 | e-Konj.     | 2.    | Plural   | Konjunktiv | Imperfekt       | Aktiv       | Infinitiv Präsens + Endung    |
| -tis                 | e-Konj.     | 2.    | Plural   | Konjunktiv | Plusquamperfekt | Aktiv       | Infinitiv Perfekt + Endung    |
| -tis                 | i-Konj.     | 2.    | Plural   | Indikativ  | Plusquamperfekt | Aktiv       | Perfektstamm + era + Endung   |
| -tis                 | i-Konj.     | 2.    | Plural   | Indikativ  | Präsens         | Aktiv       | Präsensstamm + Endung         |
| -tis                 | i-Konj.     | 2.    | Plural   | Konjunktiv | Imperfekt       | Aktiv       | Infinitiv Präsens + Endung    |
| -tis                 | i-Konj.     | 2.    | Plural   | Konjunktiv | Plusquamperfekt | Aktiv       | Infinitiv Perfekt + Endung    |
| -tis                 | kons. Konj. | 2.    | Plural   | Indikativ  | Plusquamperfekt | Aktiv       | Perfektstamm + era + Endung   |
| -tis                 | kons. Konj. | 2.    | Plural   | Konjunktiv | Imperfekt       | Aktiv       | Infinitiv Präsens + Endung    |
| -tis                 | kons. Konj. | 2.    | Plural   | Konjunktiv | Plusquamperfekt | Aktiv       | Infinitiv Perfekt + Endung    |
| -tis                 | gem Konj.   | 2.    | Plural   | Indikativ  | Plusquamperfekt | Aktiv       | Perfektstamm + era + Endung   |
| -tis                 | gem Konj.   | 2.    | Plural   | Konjunktiv | Imperfekt       | Aktiv       | Infinitiv Präsens + Endung    |
| -tis                 | gem Konj.   | 2.    | Plural   | Konjunktiv | Plusquamperfekt | Aktiv       | Infinitiv Perfekt + Endung    |
| -tur                 | a-Konj.     | 3.    | Singular | Indikativ  | Präsens         | Passiv      | Präsensstamm + Endung         |
| -tur                 | a-Konj.     | 3.    | Singular | Konjunktiv | Imperfekt       | Passiv      | Infinitiv Präsens + Endung    |
| -tur                 | e-Konj.     | 3.    | Singular | Indikativ  | Präsens         | Passiv      | Präsensstamm + Endung         |
| -tur                 | e-Konj.     | 3.    | Singular | Konjunktiv | Imperfekt       | Passiv      | Infinitiv Präsens + Endung    |
| -tur                 | i-Konj.     | 3.    | Singular | Indikativ  | Präsens         | Passiv      | Präsensstamm + Endung         |
| -tur                 | i-Konj.     | 3.    | Singular | Konjunktiv | Imperfekt       | Passiv      | Infinitiv Präsens + Endung    |
| -tur                 | kons. Konj. | 3.    | Singular | Konjunktiv | Imperfekt       | Passiv      | Infinitiv Präsens + Endung    |
| -tur                 | gem Konj.   | 3.    | Singular | Konjunktiv | Imperfekt       | Passiv      | Infinitiv Präsens + Endung    |
| -unt                 | i-Konj.     | 3.    | Plural   | Indikativ  | Präsens         | Aktiv       | Präsensstamm + Endung         |
| -unt                 | kons. Konj. | 3.    | Plural   | Indikativ  | Präsens         | Aktiv       | Präsensstamm + Endung         |
| -untur               | kons. Konj. | 3.    | Plural   | Indikativ  | Präsens         | Passiv      | Präsensstamm + Endung         |